# Bezirk Neuenburg
Der Bezirk Neuenburg (französisch District de Neuchâtel) war bis am 31. Dezember 2017 ein Bezirk des Kantons Neuenburg in der Schweiz.
Zum Bezirk gehörten folgende Gemeinden (Stand: 1. Januar 2016):
| Wappen       | Name der Gemeinde | Einwohner (31. Dezember 2017) | Fläche in km² | Einw. pro km² |
| ------------ | ----------------- | ----------------------------- | ------------- | ------------- |
| Cornaux      | Cornaux           | 1586                          | 4,73          | 335           |
| Cressier     | Cressier (NE)     | 1873                          | 8,57          | 219           |
| Enges        | Enges             | 274                           | 9,58          | 29            |
| Hauterive    | Hauterive (NE)    | 2650                          | 2,13          | 1244          |
| La Tène      | La Tène           | 4954                          | 5,29          | 936           |
| Le Landeron  | Le Landeron       | 4647                          | 10,28         | 452           |
| Lignières    | Lignières         | 952                           | 12,52         | 76            |
| Neuchâtel    | Neuenburg         | 33'578                        | 18,06         | 1859          |
| Saint-Blaise | Saint-Blaise      | 3230                          | 8,86          | 365           |
| Total (9)    | Total (9)         | 53'744                        | 80,02         | 672           |

## Sprachen
Offizielle Sprache des Kantons und der Region Neuenburg ist Französisch.

## Wirtschaft
Die Region Neuenburg ist weltweit bekannt für ihre Uhrenindustrie. Diese und die zugehörigen Bereiche der Präzisions- und Mikromechanik werden vom Kanton gezielt gefördert. Das Institut de Micromécanique der Universität Neuenburg ist weltweit einzigartig.
Das neuenburgische Wirtschaftsförderungsprogramm ist des Weiteren darauf ausgerichtet, renommierte internationale Unternehmen im Kanton anzusiedeln.

## Tourismus
Die interessanteste touristische Attraktion der Region Neuenburg ist Neuenburgersee. Daneben sind die mittelalterlichen Winzerdörfer mit ihren Antiquitätenhändlern und Weinstuben immer gerne besuchte Orte.

### Interessante Bauwerke
- Schloss Neuenburg (französisch Château de Neuchâtel) – Schloss und Sitz der Kantonsregierung
- Universität Neuenburg
- Mittelalterlicher Stadtkern von Le Landeron

### Museen
- Muséum d’histoire naturelle de Neuchâtel
- Musée d’éthnographie de Neuchâtel
- Rousseausaal (frz. Salle Rousseau; in der Universitätsbibliothek Neuenburg)
- Musée d’art et d’histoire
- Laténium (archäologisches Museum mit Erlebnispark)
- Stadtmuseum von Le Landeron

### Gastronomie
Schriftliche Aufzeichnungen zum Neuenburger Weisswein existierten erstmals aus dem im Jahr 998, als Rudolph von Burgund der Abtei von Bevaix burgundische Weinreben schenkte. Sowohl Neuenburg als auch Saint-Blaise, Cressier und Le Landeron verfügen über eigene AOC-Weine.
Die trockenen Weissweine vertragen sich besonders gut mit Süsswasserfisch aus dem See sowie Käse, Früchten oder Wurstwaren, die roten Pinot-Noir-Weine hingegen mit rotem Fleisch, Wild, Geflügel oder Lamm.

## Geschichte
Siehe Neuenburg (Stadt) und Neuenburg (Kanton).

## Veränderungen im Gemeindebestand

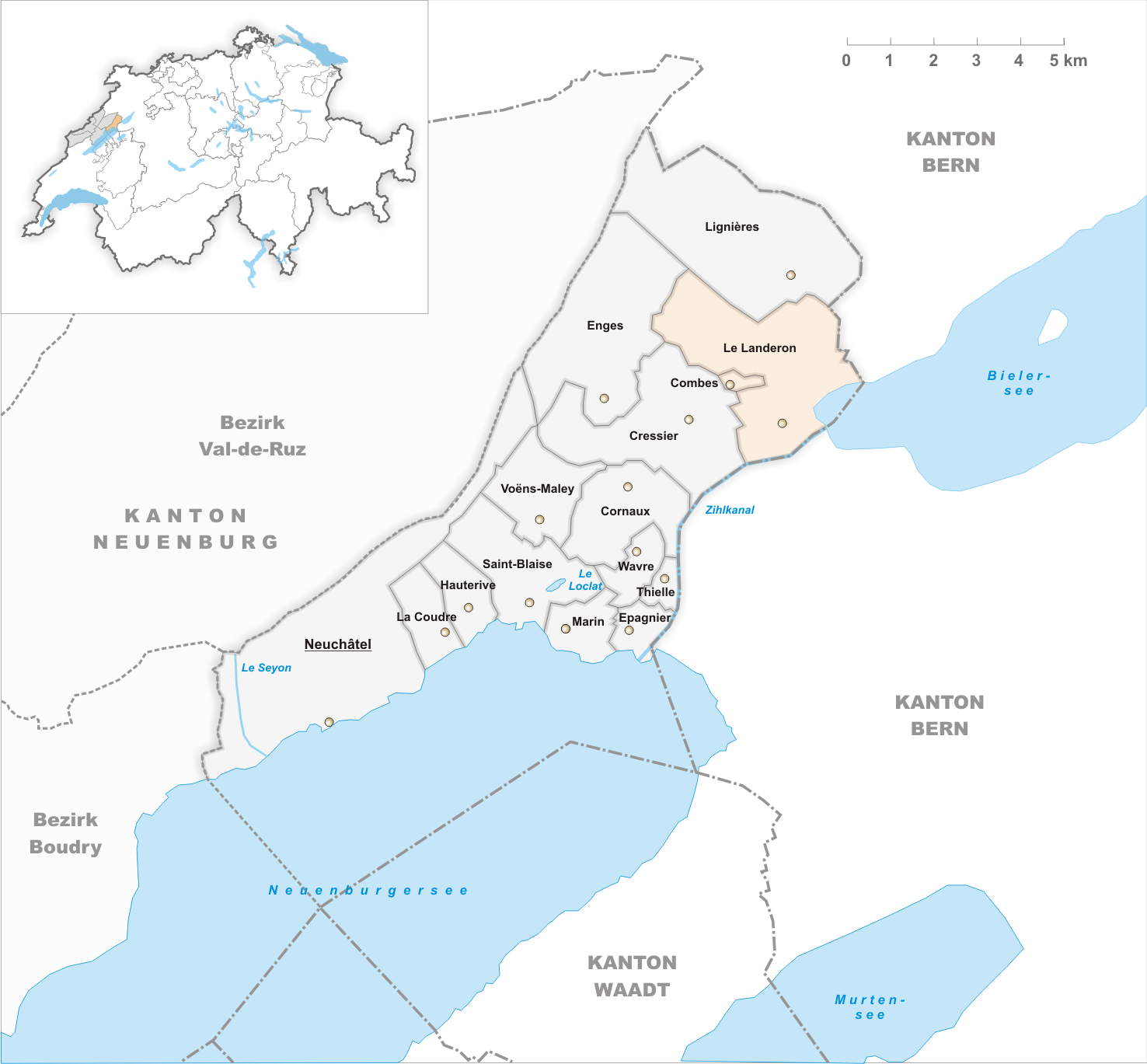
Gemeinden bis 1874
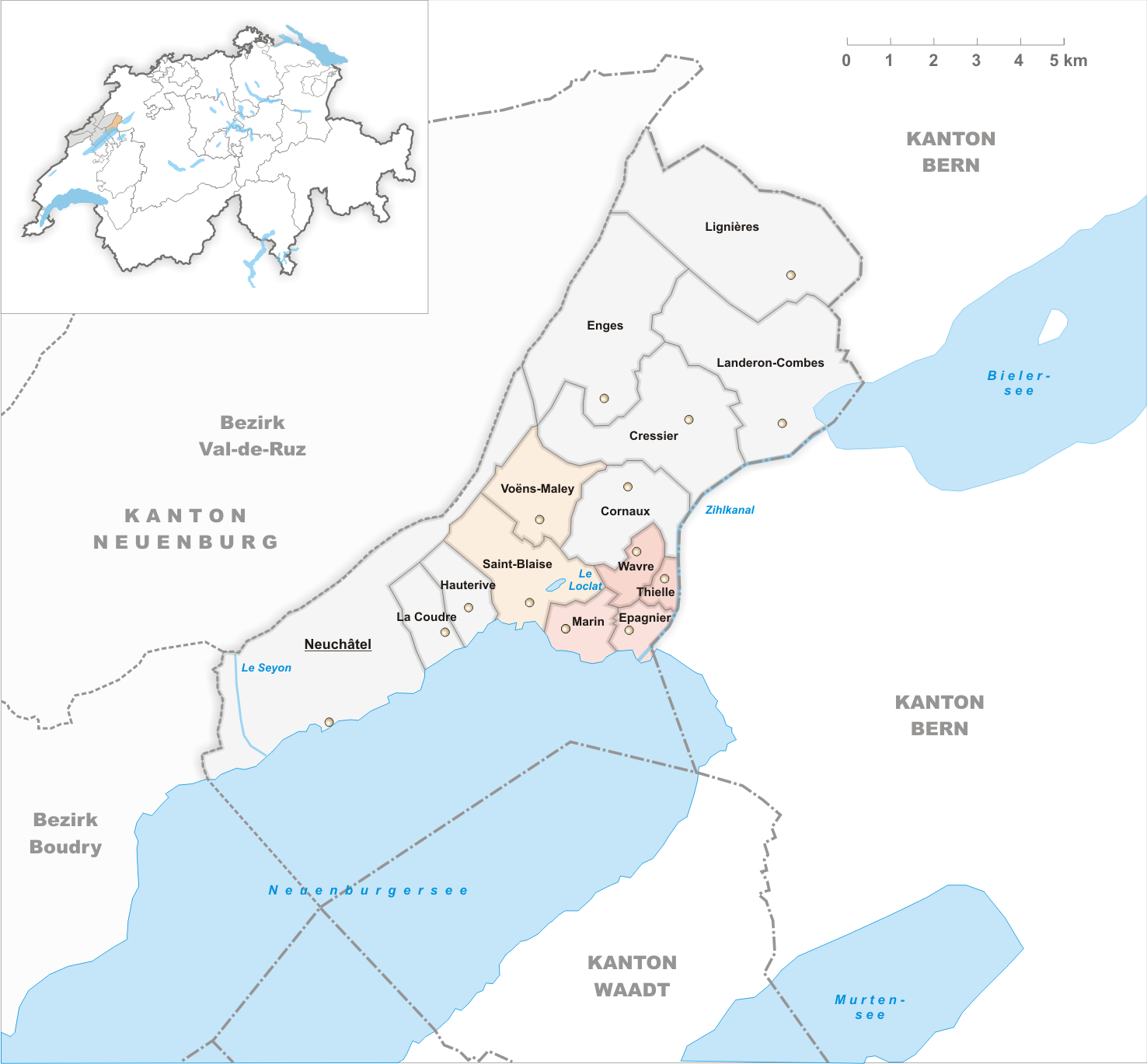
Gemeinden bis 1887
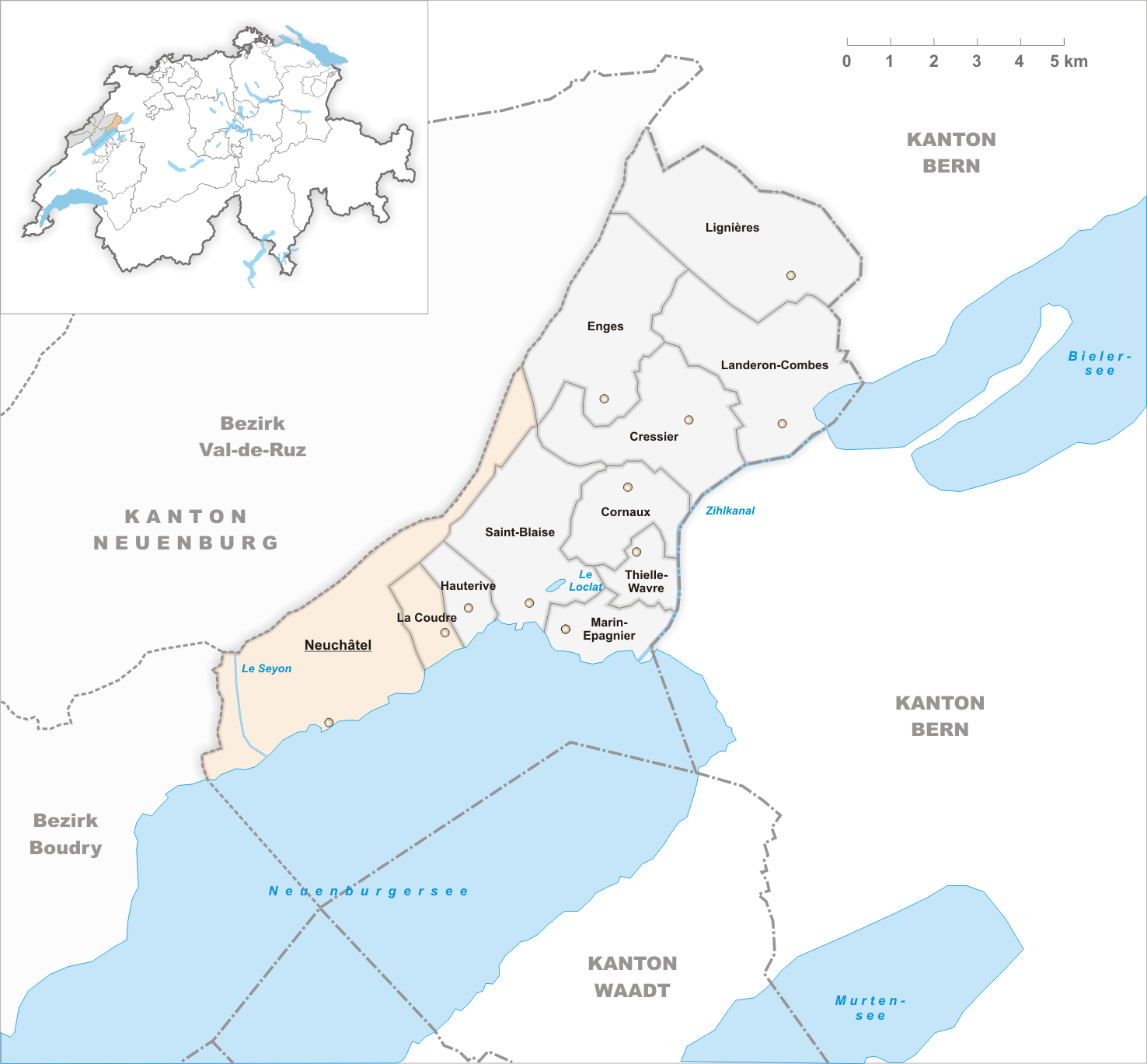
Gemeinden bis 1929
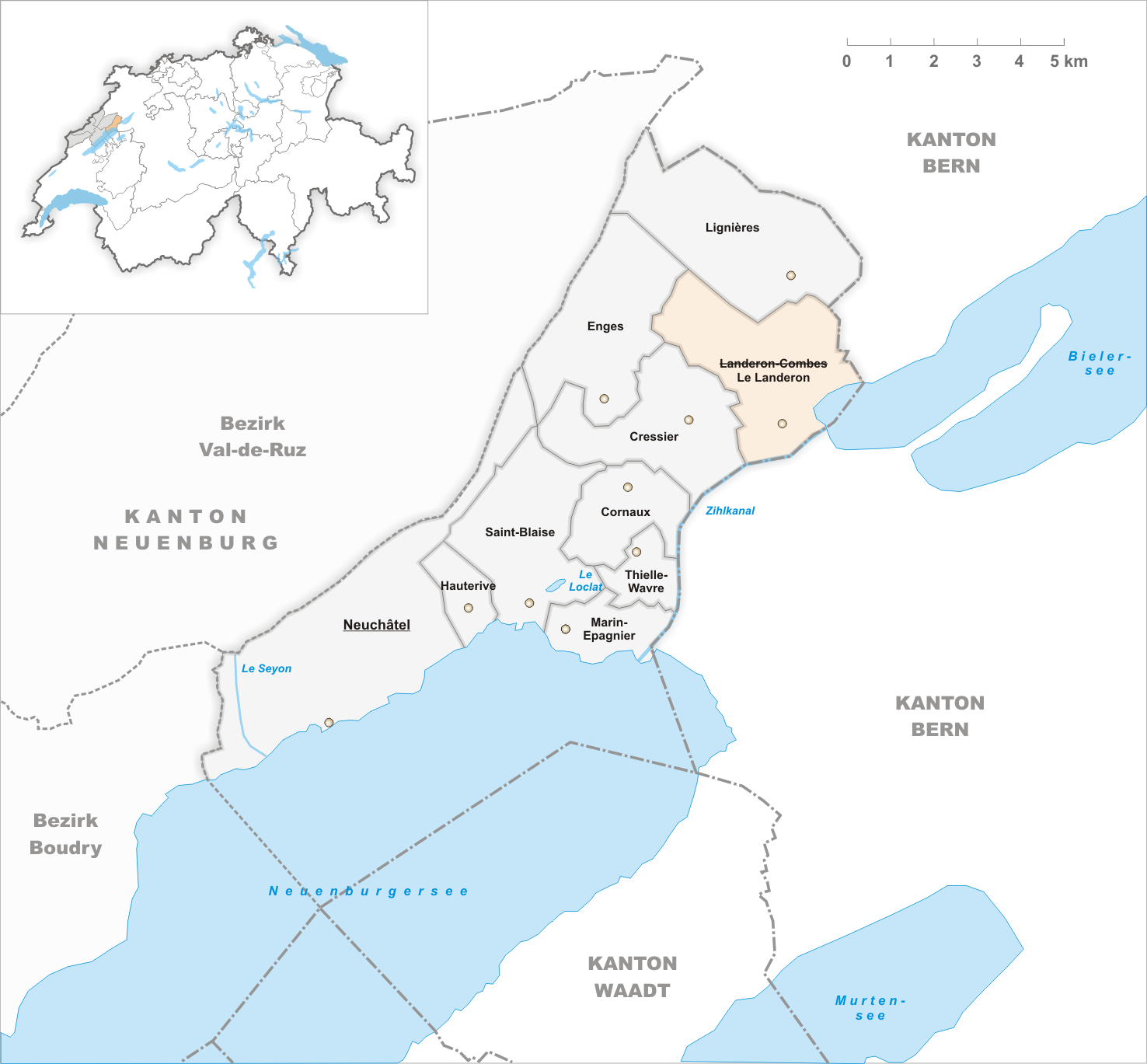
Gemeinden bis 1965
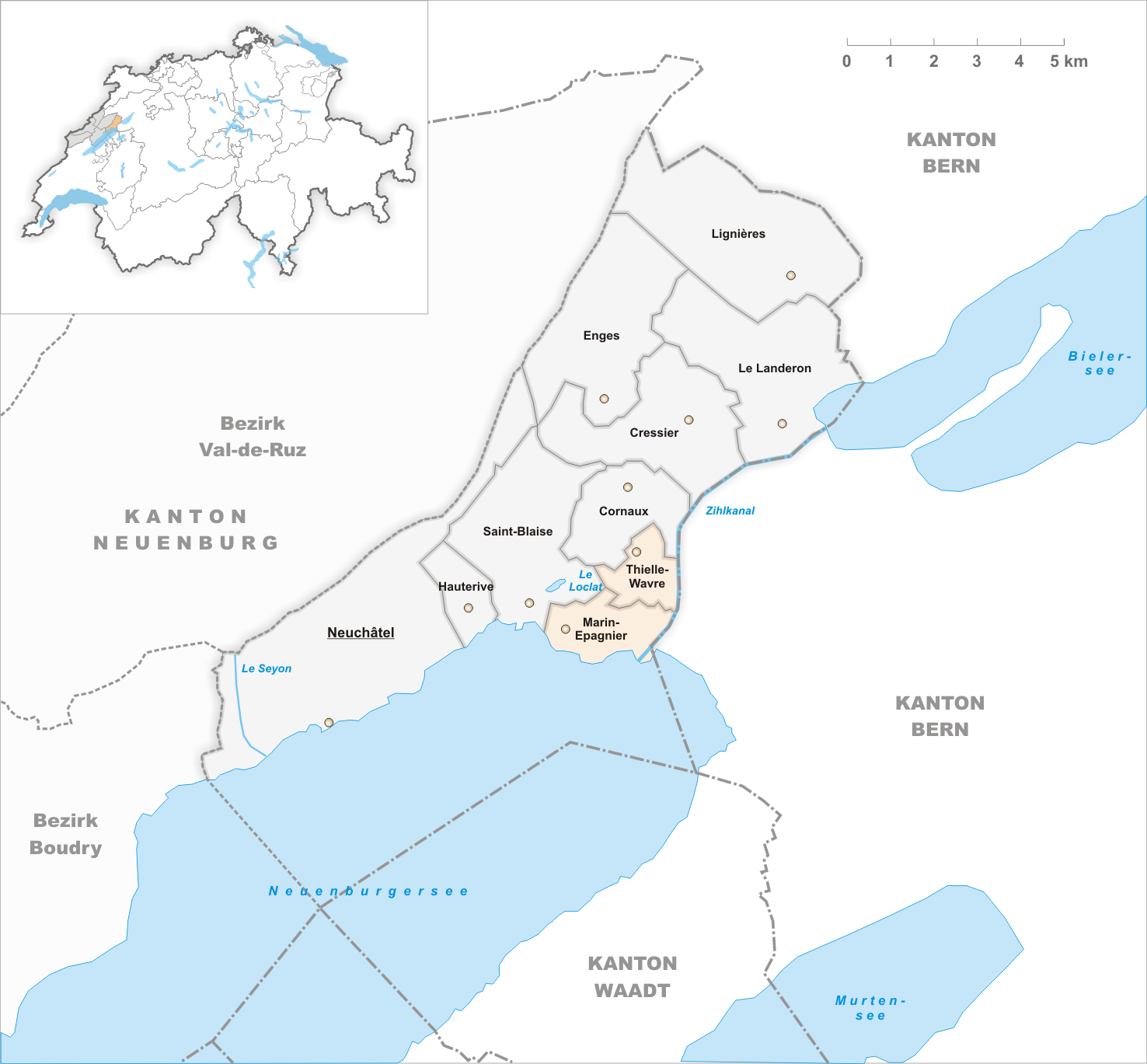
Gemeinden bis 2008

- 1875: Fusion Combes und Le Landeron → Landeron-Combes
- 1888: Fusion Epagnier und Marin → Marin-Epagnier
- 1888: Fusion Thielle und Wavre → Thielle-Wavre
- 1888: Fusion Voëns-Maley und Saint-Blaise → Saint-Blaise

- 1930: Fusion La Coudre und Neuenburg → Neuenburg
- 1966: Namensänderung von Landeron-Combes → Le Landeron

- 2009: Fusion Marin-Epagnier und Thielle-Wavre → La Tène